# ميخائيل وايلد
ميخائيل وايلد (بالإنجليزية: Michael Wild)‏ هو لاعب سنوكر بريطاني، ولد في 27 مارس 1981.

## روابط خارجية
- ميخائيل وايلد على موقع CueTracker.net (الإنجليزية)
- ميخائيل وايلد على موقع بطولة العالم للسنوكر (الإنجليزية)